# Dartford (district)
Dartford is een Engels district in het shire-graafschap (non-metropolitan county OF county) Kent en telt 85.911 inwoners. De oppervlakte bedraagt 73 km². Hoofdplaats is Dartford.
Van de bevolking is 14,4% ouder dan 65 jaar. De werkloosheid bedraagt 2,5% van de beroepsbevolking (cijfers volkstelling 2001).

## Plaatsen in district Dartford
- Dartford
- Greenhithe

## Civil parishesin district Dartford
Bean, Darenth, Longfield and New Barn, Southfleet, Stone, Sutton-at-Hone and Hawley, Swanscombe and Greenhithe, Wilmington.